# Nationales Sicherheitsbüro der Baath-Partei in Syrien
Das Nationale Sicherheitsbüro des Regionalkommandos der syrischen Ba'ath-Partei koordinierte bis zum Sturz des Assad-Regimes die syrischen Geheimdienste und beriet den Parteivorsitzenden.
Der letzte Leiter des Nationalen Sicherheitsbüros war Kifah Moulhem.
Der Büro wurde im Dezember 2024 aufgelöst.

## Leiter des Nationalen Sicherheitsbüros der Baath-Partei
- Abd al-Karim al-Jundi (September 1966 – März 1969)
- Naji Jamil (November 1970 – März 1978)
- Ahmad Diyab (1979–1987)
- Abdul Rauf al-Kasm (1987 – Juni 2000)
- Mohammed Saeed Bekheitan (Juni 2000 – Juni 2005)
- Hisham Ikhtiyar (Juni 2005 – Juli 2012)
- Ali Mamlouk (Juli 2012 – Juni 2016)
- Ahmad Diyab (Juni 2016 – ?)